# Vallisneria natans
Vallisneria natans là một loài thực vật có hoa trong họ Hydrocharitaceae. Loài này được Loureiro miêu tả khoa học đầu tiên năm 1790 dưới danh pháp Physkium natans. Năm 1974 H. Hara chuyển nó sang chi Vallisneria.